# 안동 석수암 향나무
안동 석수암 향나무(安東 石水庵 향나무)는 경상북도 안동시 안기동 석수암에 있는 향나무이다. 1995년 6월 30일 경상북도의 기념물 제106호로 지정되었다.

## 개요
향나무는 우리나라 중부 이남을 비롯해 울릉도와 일본 등에 분포하고 있으며, 상나무·노송나무로도 불린다. 이 나무는 강한 향기를 지니고 있어 제사 때 향을 피우는 용도로도 쓰이며 정원수·공원수로 많이 심는다.
안동 석수암 향나무의 나이는 400년 정도로 추정된다. 전설에 의하면 통일신라시대 때 의상대사가 석수암을 처음 세우면서 심었다고 한다. 보통은 정자나 사당의 뜰에 나무를 심는데, 이 나무는 산의 경사면에 심어져 있다. 나무의 가지가 나뉜 것인지 합쳐진 것인지 구분이 안되는 보기 드문 형태를 이루고 있으며, 바로 서지 않고 옆으로 비스듬히 퍼지면서 자라는 것이 특징이다.
안동 석수암 향나무는 울릉도에서 자생하는 향나무의 일종이 변하여 달라진 것으로, 생물학적 가치가 커서 품종연구에 매우 귀중한 자료이다.

## 참고 문헌
- 안동석수암향나무 - 국가유산청 국가유산포털